# 拉索梅特
拉索梅特（法語：La Sommette，法語發音：[la sɔmɛt]）是法国杜省的一个市镇，位于该省中部，属于蓬塔利耶区。

## 地理
拉索梅特（47°11'32"N, 6°30'38"E）面积7.37 平方千米，位于法国勃艮第-弗朗什-孔泰大區杜省，该省份为法国东部内陆省份，北起上索恩省，西接汝拉省，东部及东南部与瑞士接壤，东北部与贝尔福地区省接壤。
与拉索梅特接壤的市镇（或旧市镇、城区）包括：热尔梅方丹、栋普雷勒、洛赖、皮埃尔方丹莱瓦朗、普兰布瓦韦讷。
拉索梅特的时区为UTC+01:00、UTC+02:00（夏令时）。

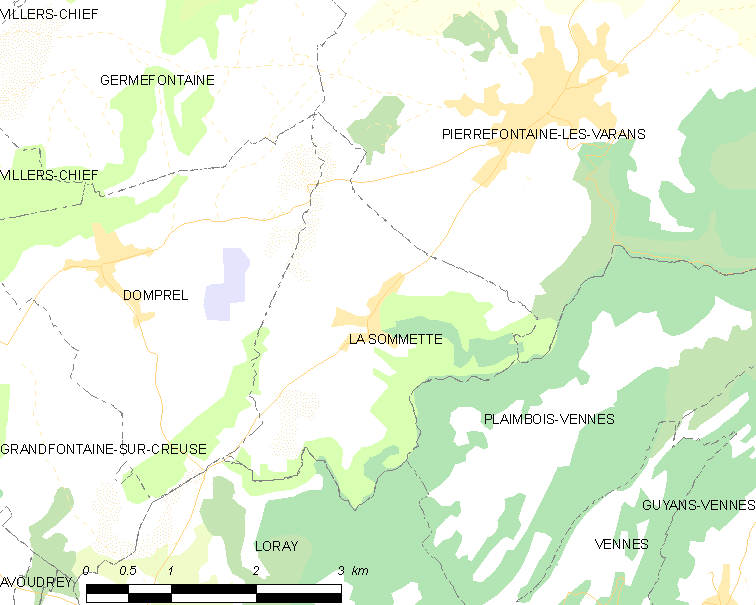
拉索梅特的OSM定位图

## 行政
拉索梅特的邮政编码为25510，INSEE市镇编码为25550。

## 政治
拉索梅特所属的省级选区为瓦尔达翁县。

## 交通
杜省省道D31线经过境内。

## 人口

1962-2008年间拉索梅特人口变化图示

拉索梅特于2022年1月1日时的人口数量为238人。